# 沙河站镇
沙河站镇，是中华人民共和国山東省泰安市东平县下辖的一个乡镇级行政单位。该乡镇位于东平县南端，人口约5.8万人。

## 历史
自汉代开始。今沙河站镇大多数时间属于东平管辖。北宋咸平三年，官府在今沙河站村一带设置驿站，由于驿站附近有小沙河，此驿站就被称为沙河站，后来此地逐渐形成村落和集镇。清代，今沙河站镇属东平州，境域分属崇礼保、学礼保、向礼保、尚礼保和兴仁保。
1938年日军攻下东平，不久后在三官庙村、二十里铺村和沙河站村设立据点。1939年，中共东平六区区委和抗日区公所成立，以与日本控制下的东平六区政府分庭抗礼。1942年2月24日，日军包围东平抗日民主政府的临时驻地李圈村，八路军被迫突围，时任东平县抗日民主政府县长崔宜平重伤自杀。1943年1月，八路军昆张支队袭击了日军位于三官庙的据点，年末，东平六区抗日区队成立。至1944年，今沙河站镇西部仍由日本军队占据，东部则为中国共产党军队游击区。1945年5月东平战役开始，沙河站境内的日军及亲附日军的军队撤往州城，东平六区解放。
1953年8月，东平六区改成东平八区，1955年，改以行政驻地小杨庄命名，次年末小杨庄区驻地迁往沙河站村，小杨庄区因此改名为沙河站区。1958年2月撤区建乡，沙河站区撤销，成立沙河站乡和三官庙乡，同年10月两乡又合并为沙河站人民公社。1959年10月至1962年1月东平县撤销期间先后隶属汶上县和梁山县，东平县恢复后重归东平县。1964年7月，管辖今新湖镇的湖区人民公社建立，湖区公社机关暂时驻扎在沙河站公社的李庄。1984年4月撤销沙河站人民公社建立沙河站区，下辖沙河站乡、纸坊乡、乔村乡、三官庙乡，同时今新湖镇的前身湖区人民公社撤销，建立湖区区，暂驻在沙河站区长达二十年的湖区领导机关离开沙河站下辖的李庄迁往唐营。1985年12月，东平县撤区，调整行政区划，沙河站镇建立。

## 行政区划
沙河站镇辖5个管理区，辖83个自然村，65个行政村，镇政府驻地在沙南村。沙河站镇所辖管理区和行政村如下（括号中为自然村）：
沙河站管理区： 沙南、沙北、冯洼、中李庄、黄路沟、于楼、丰庄、王堂、辛庄、老庄、北场、曾庙（含唐庄）、小王营、大王营、贾海、董堂。
乔村管理区：乔村、马河、东杨楼、西杨楼（含马村）、双楼、熊村、吴桃园、徐楼、常庙、杨营、大巴柳、东巴柳（含西巴柳）、张庄、屈楼（含庙庄）、洪福寺（含赵阁）。
三官庙管理区：李村、三官庙南、三官庙西、三官庙北、孟庄、八角堂、韩村（含蔡庄、解庄）、蔡庄店、樱桃园（含前、后樱桃园、月河子）、华堂、丁堂、林海、西张圈（含吕庄、十里铺）、西李庄、二郎庙（含杨庄）。
杨庄管理区：前河涯、小杨庄、大杨庄、王庄、侯圈、韩圈（含王海子、何圈）、李圈。
纸坊管理区：大刘庄、廖村（含桑村）、董寨、何村、孙楼（含崔村）、张村（含陆庙）、东李庄（含罗曼）、纸坊、孙村、芦村、柏村集、尹村。

## 地理
沙河站镇位于东平县南部边沿，位于北纬35°47′~35°56′，东经116°19′~116°24′之间，南北长10千米，东西长13.31千米，面积69.2平方公里，其疆土大致呈现向南凹陷的新月形。其行政驻地沙河站村位于沙河站镇南端，紧邻汶上县，距离东平县城18公里。沙河站镇与其他乡镇大致以河流和堤坝为界。小清河位于沙河站镇北部，为沙河站镇与彭集街道和州城街道的界河；小汶河位于沙河站镇东部，为沙河站镇与汶上县的界河；在西侧，沙河站镇与新湖镇大致以东平二级湖湖堤为界；在南侧，沙河站镇与汶上县直接接壤。
沙河站镇位于黄河、汶河冲积平原之上，整体地势平坦，其中地面最高处海拔49.1米，最低处海拔39.6米，起伏不到十米。地形以平原为主，占85%，也分布有少量洼地，占总面积的15%。土壤以中壤、轻壤为主，较为肥沃。主要的矿产资源有铁矿、煤炭和河砂。沙河站镇气候温和，四季分明，属温带季风性大陆气候，平均年降水量659.2毫米，平均气温13.3摄氏度。

## 人口
2010年中国第六次人口普查时，沙河站镇共有人口54614人。共有家庭14171户，平均每户3.81人。14岁以下的少年儿童共8316人，占总人口15.22%；15-64岁人口共40625人，占总人口74.38%；65岁及以上的老年人共5673人，占总人口的10.38%。男性共计27382人，占总人口50.13%；女性共计27232，占总人口49.86%。本地居住的人口中，拥有本地户籍的人口为54207人，占99.25%。